# Джефферсон (округ, Иллинойс)
Дже́фферсон (англ. Jefferson County) — округ в штате Иллинойс, США. По данным переписи 2010 года численность населения округа составила 38 827 чел., по сравнению с переписью 2000 года оно уменьшилось на 3,0 %. Окружной центр и крупнейший город округа Джефферсон — Маунт-Вернон.

## История
Округ Джефферсон сформирован из округов Уайт, Эдуардс и Франклин в 1819 году. Название получил в честь 3-го президента США Томаса Джефферсона.
- Территория округа с момента основания по 1821 год
- Территория округа с 1821 по 1823 года
- Территория округа с 1823 года и по сей день

## География
Общая площадь округа — 1512,0 км² (583,78 миль²), из которых 1479,3 км² (571,17 миль²) или 97,84 % суши и 32,7 км² (12,62 миль²) или 2,16 % водной поверхности.

### Климат
Округ находится в зоне влажного субтропического климата. Температура варьируется в среднем от минимальных −7 °C в январе до максимальных 31 °C в июле. Рекордно низкая температура была зафиксирована в январе 1994 года и составила −29 °C, а рекордно высокая температура была зарегистрирована в июле 1936 года и составила 46 °C. Среднемесячное количество осадков — от 62 мм в январе до 116 мм в мае.

### Соседние округа
Округ Джефферсон граничит с округами:
- Марион (Иллинойс) — на севере
- Уэйн (Иллинойс) — на северо-востоке
- Гамильтон (Иллинойс) — на юго-востоке
- Франклин (Иллинойс) — на юге
- Перри (Иллинойс) — на юго-западе
- Вашингтон (Иллинойс) — на западе

### Основные автомагистрали
| Автомагистраль                 | Длина     | Начальный пункт    | Конечный пункт    | Год образования |
| ------------------------------ | --------- | ------------------ | ----------------- | --------------- |
| Межштатная автомагистраль I-57 | 621,40 км | Майнер, Миссури    | Чикаго, Иллинойс  |                 |
| Межштатная автомагистраль I-64 | 1534,9 км | Уэнтэвилл, Миссури | Чесапик, Виргиния | 1961            |
| Шоссе US-51                    | 2070 км   | Лаплас, Луизиана   | Херли, Висконсин  | 1926            |
| Трасса Illinois-15             | 240,82 км | Ист-Сент-Луис      | Маунт-Кармел      | 1918            |
| Трасса Illinois-37             | 249,56 км | Кейро              | Уотсон            | 1918            |
| Трасса Illinois-142            | 88,61 км  | Эквалити           | Маунт-Вернон      | 1926            |
| Трасса Illinois-148            | 88,27 км  | Пулис-Милл         | Маунт-Вернон      | 1926            |
| Трасса Illinois-251            | 217,78 км | Каппа              | Саут-Белойт       | начало 1970-х   |

## Населённые пункты
| Населённый пункт | Статус                | Год основания | Площадь  | Население (2010) |
| ---------------- | --------------------- | ------------- | -------- | ---------------- |
| Бель-Рив         | деревня               | 1871          | 2,3 км²  | 361 чел.         |
| Блафорд          | деревня               |               | 3,8 км²  | 688 чел.         |
| Бонни            | деревня               |               | 3,2 км²  | 397 чел.         |
| Вудлоун          | деревня               | 1876          | 2,2 км²  | 126 чел.         |
| Декс             | деревня               |               | 5,4 км²  | 461 чел.         |
| Ина              | деревня               |               | 6,3 км²  | 2338 чел.        |
| Маунт-Вернон     | город, окружной центр | 1817          | 34,1 км² | 15277 чел.       |
| Насон            | город                 | 1923          | 2,4 км²  | 236 чел.         |
| Уолтонвилл       | деревня               |               | 3,1 км²  | 236 чел.         |

## Демография
По данным переписи населения 2000 года, численность населения в округе составила 40 045 человек, насчитывалось 15 374 домовладения и 10 561 семья. Средняя плотность населения была 27 чел./км².
Распределение населения по расовому признаку:
- белые — 89,87 %
  - немецкого происхождения — 20,5 %
  - английского происхождения — 12,8 %
  - ирландского происхождения — 9,6 %
- афроамериканцы — 7,83 %
- коренные американцы — 0,21 %
- азиаты — 0,47 %
- латиноамериканцы — 1,33 % и др.

Из 15374 домовладений в 31,1 % были дети в возрасте до 18 лет, проживающие вместе с родителями, в 55,3 % — супружеские пары, живущие вместе, в 9,9 % — матери-одиночки, а 31,3 % не имели семьи. 27,6 % всех домовладений состояли из отдельных лиц и в 13,0 % из них проживали одинокие люди в возрасте 65 лет и старше. Средний размер домовладения — 2,44 человек, а средний размер семьи — 2,96.
Распределение населения по возрасту:
- до 18 лет — 24,2 %
- от 18 до 24 лет — 8,8 %
- от 25 до 44 лет — 28,4 %
- от 45 до 64 лет — 23,3 %
- от 65 лет — 15,3 %

Средний возраст составил 38 лет. На каждые 100 женщин приходилось 104,1 мужчин. На каждые 100 женщин возрастом 18 лет и старше приходились 104,1 мужчин.
Средний доход на домовладение — $ 33 555, на семью — $ 41 141. Средний доход мужчин — $ 34 089, женщин — $ 21 015. Доход на душу населения в округе — $ 16 644. Около 9,1 % семей и 12,3 % населения находились ниже черты бедности, из них 14,0 % лица моложе 18 лет и 11,8 % в возрасте 65 лет и старше.